# 스에요시 도시야
스에요시 도시야(일본어: 末吉 隼也, 1987년 11월 18일 ~ )는 일본의 전 축구 선수이다.

## 구단 경력
그는 2010년부터 2019년까지 J리그의 아비스파 후쿠오카, 사간 도스, 오이타 트리니타, 파지아노 오카야마, SC 사가미하라에서 활동하였다.